# Vojihna
Vojihna (serbisch-kyrillisch Војихна, mittelgriechisch Βοϊχνας; * um 1298; † 1370 in Drama) war ein serbischer Aristokrat, Heerführer (Woiwode) und Provinzgouverneur im östlichen Makedonien unter den Zaren Stefan Uroš IV. Dušan und Stefan Uroš V.

## Leben
Vojihnas Herkunft liegt im Dunkeln, doch war er sehr wahrscheinlich mit der in Serbien herrschenden Nemanjić-Dynastie verwandt, denn in einer Urkunde des Hilandar-Klosters wird er von Stefan Dušan als „Vetter“ und „Teilhaber meines Reiches"“ bezeichnet. Möglicherweise ist er identisch mit dem Gespan Vojihna, der 1323 als Parteigänger (Neffe?) von Stefan Vladislav II. im Thronstreit mit Stefan Uroš III. Dečanski erwähnt wird.
Vor November 1345 wurde Vojihna von Stefan Dušan zum Gouverneur von Drama im östlichen Makedonien ernannt, unweit der Grenze des vom Bürgerkrieg zwischen Johannes V. Palaiologos und Johannes VI. Kantakuzenos erschütterten Byzantinischen Reiches. Nachdem Dušan 1345 in Serres zum „Kaiser der Serben und Römer“ proklamiert und ein Jahr später in Skopje gekrönt worden war, verlieh er Vojihna die hohe byzantinische Würde eines Kaisars (serbisch Keсар Kesar). Während der Pestepidemie im Winter 1347/48 begleitete Vojihna den Zaren auf den Athos. Dem Hilandar-Kloster übertrug er in der Folge in der Struma-Region das Dorf Potolino.
Unmittelbar nach Stefan Dušans Tod am 20. Dezember 1355 übernahm dessen Witwe Jelena die Herrschaft über Serres und das untere Strumatal. Im Sommer 1356 griff Vojihna in die neuerlichen byzantinischen Thronwirren ein: Er bot dem Gegenkaiser Matthaios Asanes Kantakuzenos militärische Unterstützung gegen dessen Schwager Johannes V. an, wechselte dann aber die Seiten, als Matthaios mit türkischen Hilfstruppen des Beyliks von Aydın gegen Serres vorrückte. Vojihna übernahm das Kommando über eine von Zar Stefan Uroš V. für seine Mutter ausgehobene serbische Armee. Bei einer Konfrontation in der Nähe von Philippi im Februar 1357 nahm er Matthaios gefangen und lieferte ihn im Sommer 1357 gegen Zahlung eines Lösegelds an Johannes V. aus.
Für 1358 ist eine Schenkung von Vojihnas Frau an das Kloster Kutlumusiu auf dem Athos überliefert. Ihre gemeinsame Tochter Jelena war mit dem späteren Despoten Jovan Uglješa verheiratet, der nach der Abdankung der Zarenwitwe Jelena 1359 in Serres herrschte. Nach Vojihnas Tod (um 1370) übernahm Uglješa auch dessen Provinz.
Vojihna wurde im Kloster Hilandar auf dem Athos bestattet, wo auch sein früh verstorbener Sohn begraben ist. 